# Državna cesta D125
D125 je državna cesta u Hrvatskoj. 
Nalazi se na Dugom otoku i jedna je od triju državnih cesta na otoku. Cesta prolati kroz mjesto Zaglav i spaja trajektnu luku s državnom cestom D109.
Ukupna duljina iznosi 1,1 km.